# Bogdan Giemza
Bogdan Giemza, SDS (ur. 1957 r. w Chęcinach) – polski duchowny rzymskokatolicki, salwatorianin, w latach 1997-2003 prowincjał Polskiej Prowincji Salwatorianów, teolog specjalizujący się w teologii pastoralnej; nauczyciel akademicki.

## Biografia
Urodził się w 1957 roku w Chęcinach na Kielecczyźnie, gdzie kolejno ukończył szkołę podstawową oraz Technikum Mechaniczne. Niedługo potem zdecydował się wstąpić do zakonu salwatorianów. Odbył studia wyższe z zakresu teologii na Katolickim Uniwersytecie Lubelskim zakończone uzyskaniem w 1989 roku magisterium. Wkrótce potem kontynuował dalszą naukę w ramach studiów doktoranckich na macierzystej uczelni. W 1995 roku otrzymał stopień naukowy doktora nauk teologicznych w zakresie teologii pastoralnej, na podstawie pracy pt. Miesięczny Dzień Kapłański i szerzenie jego praktyki przez salwatorianów prowincji polskiej. Studium historyczno-pastoralne, której promotorem był ks. prof. Romuald Rak.
W latach 1997–2003 przez dwie kadencje był prowincjałem Polskiej Prowincji Salwatorianów. Jest wykładowcą w Wyższym Seminarium Duchownym Salwatorianów w Bagnie koło Obornik Śląskich, w latach 2006-2009 był jego rektorem. Ponadto był adiunktem przy Katedrze Teologii Pastoralnej w Instytucie Teologii Pastoralnej w Papieskim Wydziale Teologicznym we Wrocławiu. W 2013 roku Rada Wydziału Papieskiego Wydziału Teologicznego nadała mu tytuł naukowy doktora habilitowanego, na podstawie rozprawy nt. Apostolski wymiar życia konsekrowanego w nauczaniu Jana Pawła II. Studium teologiczno-pastoralne. Obecnie na uczelni tej jest profesorem nadzwyczajnym, kierownikiem Katedry Teologii Pastoralnej Szczegółowej na Instytucie Historii Kościoła i Teologii Pastoralnej, jak i również kierownikiem studiów doktoranckich.

## Dorobek naukowy
Zainteresowania naukowe Bogdana Giemzy związane są z zagadnieniami dotyczącymi teologii pastoralnej, teologii oraz ortopraksji życia konsekrowanego. Jest on redaktorem naczelnym "Studia Salvatoriana Polonica". Do jego najważniejszych prac należą: 
- Kurendy z wyższej grzędy (2004),
- Antologia modlitw maryjnych Jana Pawła II (2006),
- Wędrówki przez rok kościelny z Benedyktem XVI (2007).